# Anaplasma phagocytophilum
Bei Anaplasma phagocytophilum handelt es sich um ein Bakterium, das durch Zecken übertragen werden kann, und beim Menschen eine fieberhafte Erkrankung, die Humane Granulozytäre Anaplasmose, verursacht. Auch Tiere wie Hunde (Canine Anaplasmose), Katzen, Pferde und Wiederkäuer können infiziert werden.

## Nomenklatur und Geschichte
Aufgrund von Genanalysen wurden die früheren Arten Ehrlichia phagocytophilum, Ehrlichia equi und das HGE-Agens zur neuen Art Anaplasma phagocytophilum zusammengefasst. Zunächst war die Art fälschlicherweise Anaplasma phagocytophila genannt worden.
Die verursachte Krankheit wird daher heute auch nicht mehr als humane granulozytäre Ehrlichiose (HGE), sondern als humane granulozytäre Anaplasmose bezeichnet.
In der Tiermedizin ist der Krankheitserreger seit 1932 bekannt, über die erste Infektion beim Menschen wurde 1990 oder 1994 berichtet.

## Lebensweise
Das gramnegative Bakterium lebt obligat intrazellulär in Granulozyten, wo es sich in zytoplasmatischen Vakuolen vermehrt. Unter dem Mikroskop lassen sich nach Infektion charakteristische 2–5 µm große Einschlüsse erkennen, die wegen ihrer Ähnlichkeit zu Maulbeeren als Morulae bezeichnet werden.

## Übertragung
Die Übertragung auf Menschen und Tiere erfolgt durch Zeckenbisse: Der häufigste Überträger in Europa ist der Holzbock (Ixodes ricinus), in Nordamerika vor allem Ixodes scapularis und Ixodes pacificus. Ein Schutz vor Zecken ist also zugleich Infektionsprophylaxe.